# Habry
Habry (deutsch Habern) ist eine Stadt in Tschechien. Sie liegt 18 km südöstlich von Čáslav an der Sázavka und gehört zum Okres Havlíčkův Brod.

## Geographie

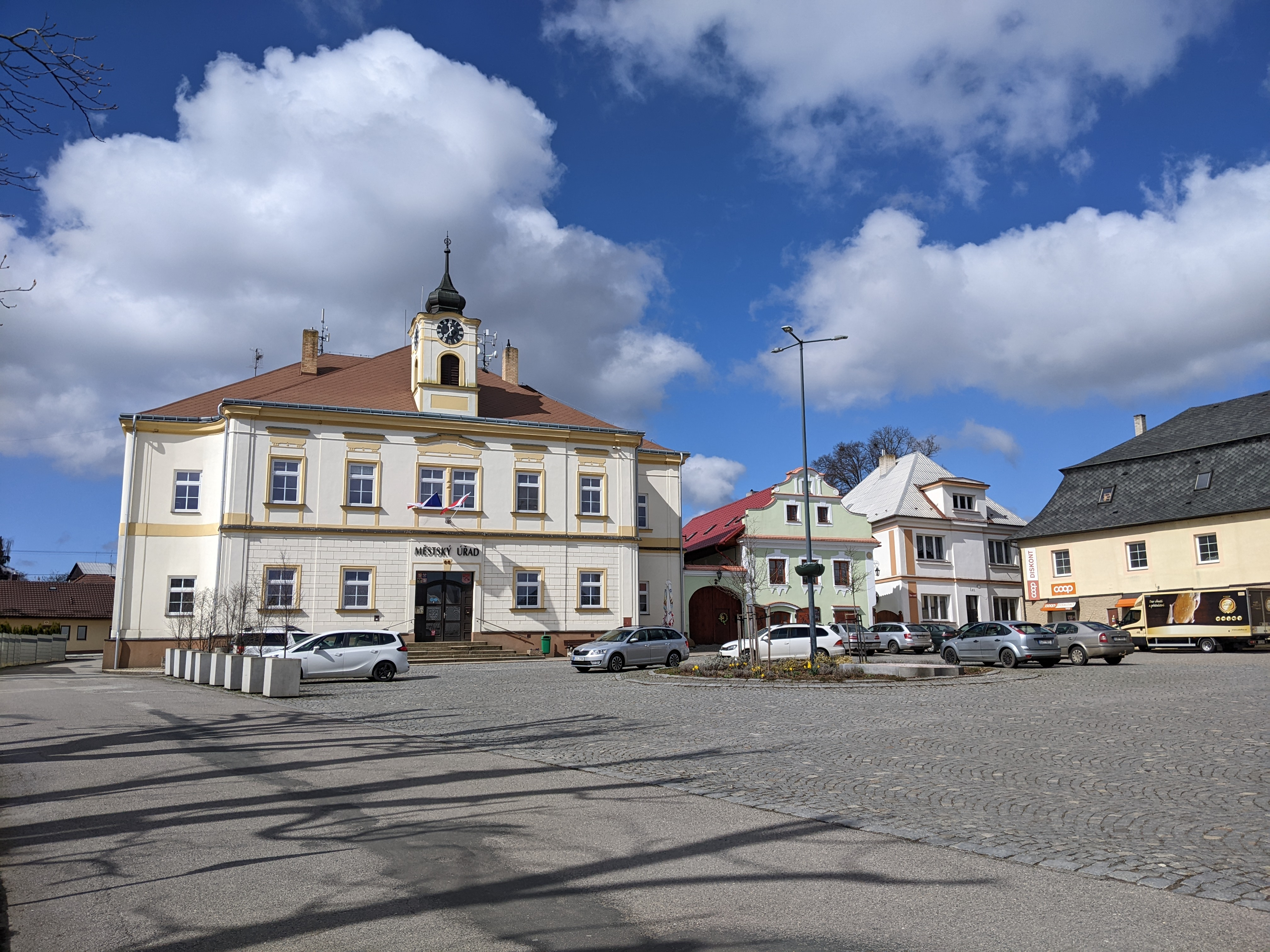
Marktplatz und Rathaus

Habry befindet sich in der Hornosázavská pahorkatina (Hügelland an der oberen Sázava) am Bach Sázavka, der den Haberský rybník am südöstlichen Stadtrand speist. Durch die Stadt führen die Staatsstraßen I/38 zwischen Čáslav und Havlíčkův Brod, II/346 zwischen Chotěboř und Leština u Světlé sowie die II/347 nach Světlá nad Sázavou.
Nachbarorte sind Frýdnava im Norden, Rybníček im Nordosten, Leškovice im Osten, Miřátky und Proseč im Südosten, Kámen, Nový Dvůr und Kněž im Süden, Bačkov im Südwesten, Dolní Mlýn, Lubno, Kysibl und Chrtníč im Westen sowie Kobylí Hlava im Nordwesten.

## Geschichte
Die erste schriftliche Erwähnung von Habry in der Form Gabr erfolgte 1101 durch Cosmas von Prag in der Chronica Boemorum. Darin wird berichtet, dass Ulrich von Brünn mit seinen Truppen auf dem Weg nach Prag "durch eine schmale Straße und einen überaus schmalen Pfad durch den Wald nach Habern [Gabr]" zog, um dort seine Ansprüche auf die Thronfolge durchzusetzen. Es war zugleich eine sehr frühe Erwähnung des Haberner Steigs, der Hauptverbindung von Prag über Deutschbrod nach Mähren. 
Habern wurde 1351 durch Karl IV. zum Marktflecken erhoben und erhielt ein Wappen. 1835 erfolgte die Anlegung einer Ortschronik. Nach der Ablösung der Patrimonialherrschaften wurde Habern 1850 zum Sitz eines Gerichtsbezirkes im politischen Bezirk Časlau. Zu dieser Zeit lebten 2136 Menschen in der Marktgemeinde. Im Jahre 1909 erhielt Habern Stadtrechte. Doch schon zu dieser Zeit sank die Bedeutung der Stadt, da sich wegen des fehlenden Eisenbahnanschlusses keine größeren Unternehmen ansiedelten.
Nach der Gründung der Tschechoslowakei 1918 verlor die Stadt durch die Aufhebung des Finanzamtes und nach dem Zweiten Weltkrieg durch die Abschaffung des Bezirksgerichtes im Zuge des Kaschauer Programms ihre Funktionen als regionales Zentrum und sank in die Bedeutungslosigkeit. 1950 hatte Habry 1145 Einwohner und nach dem Verlust der Stadtrechte erfolgte die Verlagerung weitere Behörden aus dem Ort. Seit 1990 ist Habry wieder eine Stadt; das Bauamt und Standesamt kehrten in die Stadt zurück.

## Gemeindegliederung
Die Stadt Habry besteht aus den Ortsteilen Frýdnava (Friedenau), Habry (Habern), Lubno und Zboží (Sbosch). Zu Habry gehören zudem die Ansiedlungen Dolní Mlýn,  Fabiánka, Haberský Dvůr, Kysibl (Gießhübel), Mlýn Kysibl (Gießhübler Mühle) und U Jasanů.
Das Gemeindegebiet gliedert sich in die Katastralbezirke Frýdnava, Habry, Lubno u Bačkova und Zboží.

## Sehenswürdigkeiten
- Kirche Mariä Himmelfahrt, Barockbau von 1678 anstelle eines romanischen Vorgängerbaus von 1384
- Schloss Habry, erbaut 1718, nach dem Zweiten Weltkrieg bis 1992 als Schule genutzt
- Steinerner Žižka-Tisch auf dem Hügel Táborec (515 m)
- Ehemalige Synagoge, errichtet 1825 und 1979 zum Kino umgebaut
- Jüdischer Friedhof, westlich der Stadt
- Birkenallee bei Kysibl
- Schloss Zboží

## Söhne und Töchter der Stadt
- František Chleborad (1839–1911), tschechischer Arbeiterführer
- Josef Reiter (1840–1903), Konstrukteur und Erbauer der Palackýbrücke (Palackého most) in Prag
- Adolf Stránský (1855–1931), Politiker und Verleger, Gründer der Lidové noviny
- Karl Ullmann (1860–1940), österreichischer Dermatologe und Toxikologe